# Ballinciaga
Ballinciaga è un gruppo musicale norvegese formatosi nel 2018. È costituito dai musicisti Thomas Alexander Strandskogen, Mikkel Brunvatne Henriksen e Victor Karlsen Klæbo.

## Storia del gruppo
I Ballinciaga sono saliti alla ribalta con la hit Loud Luxury 2022 (2021), classificatasi al 2º posto della VG-lista. Dans på bordet (2022), candidata per lo Spellemannprisen alla canzone dell'anno, ha segnato la loro prima numero uno nella hit parade norvegese. Sono stati candidati anche per lo Spellemannprisen alla rivelazione dell'anno e hanno conseguito un totale di undici titoli nella top ten norvegese.
Postkort Alicante (2023), album in studio d'esordio del gruppo, è rimasto per due settimane consecutive al vertice della classifica LP nazionale. La IFPI Norge ha assegnato al trio quattro certificazioni di platino, equivalenti a 240 000 unità di vendita.
Il 9 maggio 2025 è avvenuta la pubblicazione del secondo LP, dal titolo Eden; classificatosi 9º, ha piazzato la traccia Cognac alla 31ª posizione della hit parade norvegese.

## Formazione
- Thomas Alexander Strandskogen
- Mikkel Brunvatne Henriksen
- Victor Karlsen Klæbo

## Discografia

### Album in studio
- 2023 – Postkort Alicante
- 2025 – Eden

### Singoli
- 2021 – Loud Luxury 2022 (con Kevin Lauren)
- 2021 – Fakk deg (Rewine 2022)
- 2021 – Dansa (Dum og deilig 2022)
- 2021 – For et liv (Rock Di' Wine 2023)
- 2021 – Ingen wife (Ville veier 2022)
- 2021 – Onlyfans (Bouncer 2022) (feat. Thale Myhre)
- 2021 – Kaos (Born to Booze 2022)
- 2021 – Vors fest nach (Snakkes 2022)
- 2022 – Diskotek 2022 (Femme fatale 2022)
- 2022 – Dans på bordet (con David Mokel)
- 2022 – Det vet du (Bad Batch 2022)
- 2022 – Low (Sporty & Bitch 2022)
- 2022 – Tante (con Kevin Lauren)
- 2022 – Clubber oppi France (Kaotisk eleganse 2023)
- 2022 – Fuck Yeah (Nightbound 2022)
- 2022 – Beklager (Guttaklubben) (con Kris Winther)
- 2022 – Jeg vet du vet (Ayia natta 2022)
- 2022 – Go High Go Low (Plead the Fifth 2022)
- 2022 – Glemmer alt (Ballin 2022)
- 2022 – Gi Faen (Everydazed 2023)
- 2022 – Dans for meg (Rockwell 2023)
- 2022 – Kjære alkohol (Hall of Fame) (feat. Roc Boyz)
- 2022 – Block Party (con Adaam)
- 2022 – Get Down (Splitter Pine 2023)
- 2022 – Fakk min x (con Kamelen)
- 2023 – Dumme Kids (con 1.Cuz)
- 2023 – Minne for livet (con i Golfklubb)
- 2023 – Igjen og igjen
- 2024 – Dance (con Arif)
- 2024 – Baby (con Arif)
- 2024 – Sommerkveld
- 2024 – Sigg
- 2024 – Ayt
- 2025 – Prty (con Nossan)